# Laatre
Laatre är en ort i Estland. Den ligger i Tõlliste kommun och landskapet Valgamaa, i den södra delen av landet, 200 km söder om huvudstaden Tallinn. Laatre ligger 53 meter över havet och antalet invånare är 267.
Terrängen runt Laatre är mycket platt. Runt Laatre är det glesbefolkat, med 9 invånare per kvadratkilometer. Närmaste större samhälle är Valka, 15,8 km sydväst om Laatre. Omgivningarna runt Laatre är en mosaik av jordbruksmark och naturlig växtlighet.